# VirnetX
VirnetX ist ein börsennotiertes US-amerikanisches (ISIN: US92823T1088) Internet-Sicherheitssoftware- und Technologieunternehmen mit Sitz in Zephyr Cove, Nevada. VirnetX wurde als Patent-Troll beschrieben, dem vorgeworfen wird, keine tatsächlichen Produkte oder Dienstleistungen zu vermarkten und stattdessen seine Einnahmen durch die Lizenzierung von Patenten und die Verklagung von Unternehmen zu erzielen, die diese verletzen. Das Unternehmen hat Rechtsstreitigkeiten über geistiges Eigentum gegen verschiedene Technologieunternehmen gewonnen. Die Firma wird von Kendall Larsen und seiner Familie geleitet. Das Patentportfolio des Unternehmens umfasst US-amerikanische und internationale Patente in Bereichen wie DNS und Kommunikation im Netzwerk. Seit 2010 ist VirnetX in Rechtsstreitigkeiten mit Unternehmen wie Apple, Cisco und Microsoft verwickelt.